# ディープサウス

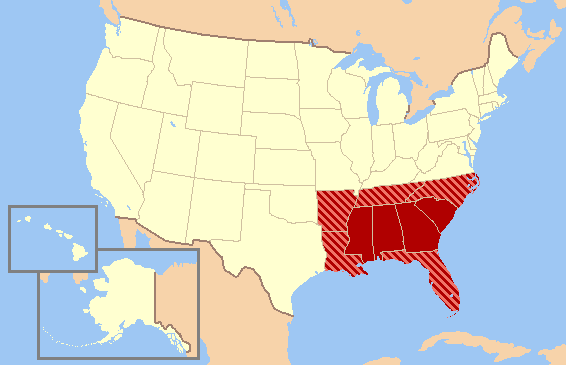
ディープサウスの定義はソースによって変わる。暗い赤の中で示されている州は通常含まれているが、斜線の州はディープサウスの一部に含まれない場合もある

ディープサウス（英: Deep South, 「アメリカ深南部」「アメリカ最南部」と訳されることもある）は、 アメリカ合衆国南部の中の文化的、地理的な下位地域区分であり、 植民地時代以後に拡張された南北戦争以前の時代の南部の州（「オールドサウス」と呼ばれる）の区分とは異なる。

## 歴史
この用語には、様々な定義が存在する。
- アメリカ連合国を創設した7州：サウスカロライナ州、ミシシッピ州[1]、フロリダ州[2]、アラバマ州、ジョージア州、ルイジアナ州、テキサス州
- 文化教養事典（the Dictionary of Cultural Literacy）より：ジョージア州、フロリダ州、アラバマ州、ミシシッピ州、ルイジアナ州
- 全米人文科学基金（the National Endowment for the Humanities）より：アラバマ州、アーカンソー州、ルイジアナ州、ミシシッピ州

「ディープサウス」は通常、ルイジアナ州、ミシシッピ州、アラバマ州、ジョージア州、サウスカロライナ州の5州に対する言葉として定義され、フロリダ州やテキサス州の周辺の南部州は除外される傾向にある。また、アーカンソー州、テネシー州、ノースカロライナ州、バージニア州の「アップランドサウス」（またはアッパーサウス）は、ディープサウスとは異なるもうひとつの南部の地域である。ディープサウスの2006年の人口はおよそ2,100万人と見られている。ミズーリ州、ケンタッキー州、ウェストバージニア州、デラウェア州を含む「境界州」は、政治的には南部ではなく「中西部」の分類となる。
フロリダ州は地理的に最南端の州ではあるものの、第二次世界大戦後、他の地域から南フロリダへのかなりの量の移住者がいることから、現代の「ディープサウス」の用語の使用から除外されることがある。しかしながら州の一部、とりわけパンハンドル地域(w:Florida Panhandle)と北部地域は、恐らく「南部」に含むことが可能である。20世紀前半のジョージア州アトランタと、戦後のノースカロライナ州シャーロット、フロリダ州オーランド、フロリダ州ジャクソンヴィルなどの南部州の都市部エリアも、経済的機会と温暖な気候を求めてやってきた移民の波を吸収してきた。この移住は地域の明確ないくつかの文化的特徴を薄めてきた一方で、さまざまな文化的伝統の混合は、例えばルイジアナ州ニューオーリンズやアラバマ州バーミングハムがそうであったように、南部の特徴のある都市文化にみられる要素でもある。
ディープサウスの住民の特徴としては、政治家では ロナルド・レーガン、ジョージ・W・ブッシュ、ドナルド・トランプらを支持してきた。
- 妊娠中絶や同性愛・LGBTに反対している。
- 宗教的にはキリスト教右派やキリスト教原理主義が多い[7]。信心深く、毎週日曜日に教会に行く者や、創造説を信じる者もいる。
- 銃に執着が強く、自分でも銃を持ち、銃規制には断固反対している。
- 音楽の嗜好はカントリー・ミュージック[8]やブルーグラス、もしくはヘヴィ・メタル[9]などを好む。
- テレビではFOXニュース、有料のケーブル・ラジオではラッシュ・リンボー[10]らの討論バラエティ番組を見る、などがある。19世紀から20世紀の戦後の一時期まで、ディープサウスは、南北戦争においてオールドサウスの経済を壊滅させた北部の政党として共和党を敵視し、圧倒的多数で民主党を支持してきた。しかし、1960年代に民主党が公民権運動の支持を表明したことと、ニクソンの南部戦略が効果をあげ、南部民主党員（ディキシークラット）の中には少しずつ共和党に鞍替えする者も現れた。ジョージア州出身のジミー・カーターが民主党の指名を受けた1976年の選挙では、南部人は民主党を支持した。しかしロナルド・レーガンのレーガン・デモクラットにより、ディープサウスは共和党候補に投票するようになった、以後数十年間はこの傾向が続いている。1990年代前半には、ジョージア州出身で下院議長になった、共和党のニュート・ギングリッチによる「保守革命」を支持した中心地域ともなった。